# Кашубская Википедия
Кашу́бская Википе́дия (кашуб. Kaszëbskô Wikipedijô) — раздел Википедии на кашубском языке.

## История
Создана 31 марта 2004 года. Заработала 1 апреля того же года, когда была создана первая версия главной страницы. Первой статья назвалась «Kaszëbë» (Кашубы).
Основу для развития Кашубской Википедии положили пять пользователей, которые впоследствии стали её администраторами: Ùczk, Marqoz, Таw (они втроём стали работать над разделом с 1 апреля 2004 г.), Kaszeba (первую правку сделал 5 апреля 2004 г.), Tsca (первую правку сделал 14 мая 2004 г.).
Кашубская Википедия стала первой общей энциклопедией, написанной полностью на кашубском языке. Были созданы статьи как о фольклоре и традициях кашубов и Кашубии, так и о различных областях знаний, таких как: физика, биология, история, лингвистика и литература. Поскольку кашубский язык является региональным языком Польши, то поддержкой данного языкового проекта занимается Викимедиа Польша (наряду с польским и силезским разделами).
Кашубская Википедия работает на основе переведенной на кашубский язык MediaWiki. Поскольку кодификация кашубского языка в 2004 году была предметом обсуждения, первые активные участники проекта решили использовать орфографию, предложенную профессором Ежи Тредером в обновлённом издании «Słownik języka pomorskiego czyli kaszubskiego» (Словарь поморского или кашубского языка, 2003) Стефана Рамулта. Впрочем, не все редакторы Кашубской Википедии использовали одни и те же нормы орфографии. Появление статей, написанных не по выработанным правилам орфографии, и требовавших кропотливого исправления, стало проблемой для раздела. Массово создавались болванки типа «Госпожа Анеля является европейской актрисой», которые потом оставались заброшенными, не хватало рук для их развития. Для нескольких активных участников это означало резкое снижение привлекательности и качества проекта.
14 мая 2005 года была написана 500-я статья, 16 февраля 2007 года — 1000-я, а 4 июня 2009 года — 2000-я. 24 марта 2012 года число зарегистрированных пользователей достигло 5000.
В июле 2014 года с первых четырёх участников были сняты права администраторов из-за отсутствия у них активности. С тех пор администратор в разделе только один.
До 2015 года активность в Кашубской Википедии была относительно невелика: в день совершалось примерно 30-35 правок. На практике из всех зарегистрированных пользователей наиболее активна была группа численностью 105 человек, однако, большую активность проявляли также незарегистрированные участники. Вместе с тем, отмечалось, что качество многих статей оставляло желать лучшего, например статья «Математика» состояла лишь из двух строк.

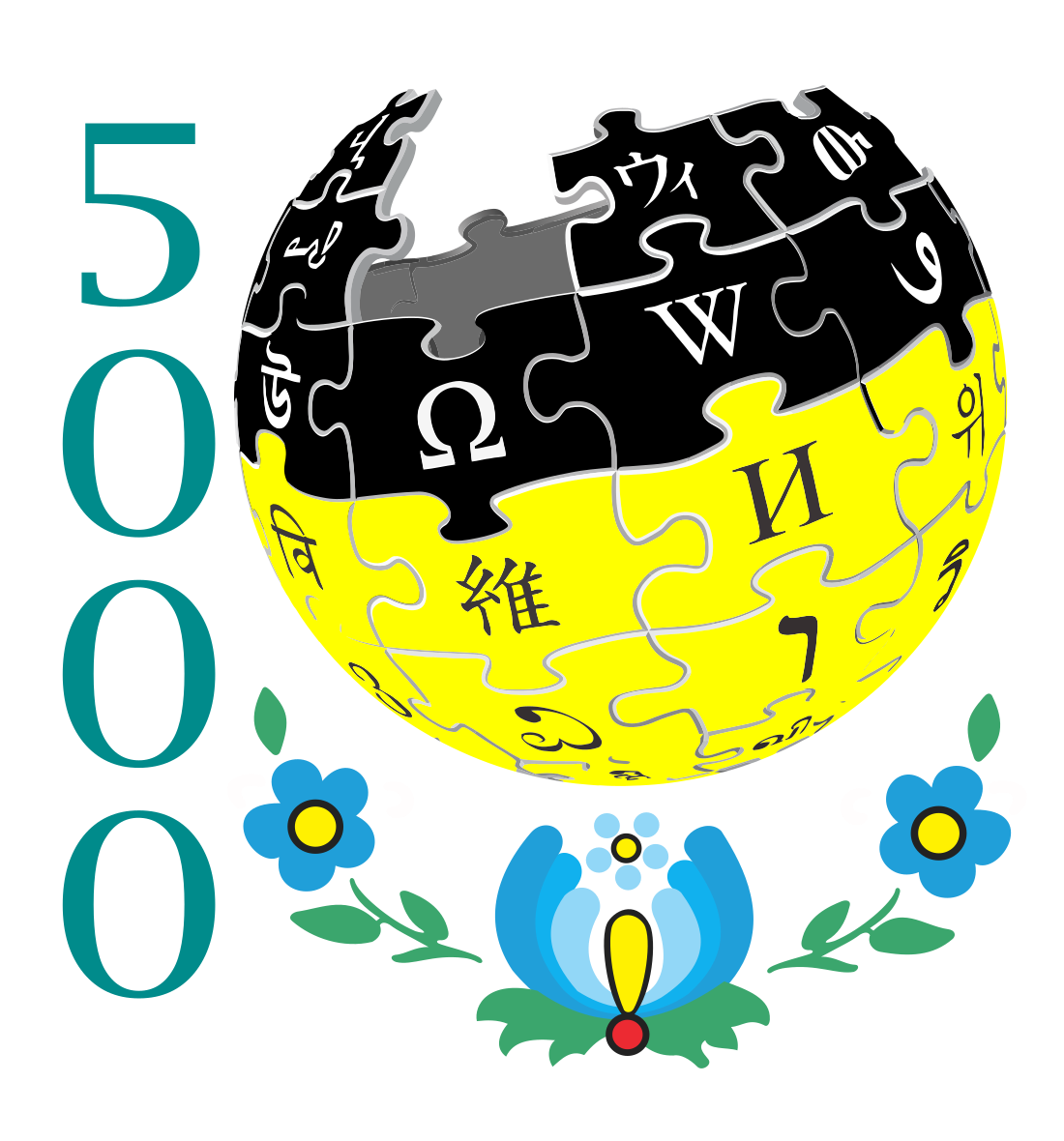
Логотип, посвящённый преодолению порога в 5000 статей

11 апреля 2016 года была написана 5-тысячная статья, посвящённая кашубскому поэту, журналисту и сатирику Адаму Гебелю (Adóm Hébel).
Сайт Głos Kaszub в связи с этим писал «Как подчеркивают авторы кашубской Википедии, это важно не только с точки зрения продвижения кашубского региона и языка. Главное здесь — сохранить язык как практический. Не только во время рекламных акций и мероприятий, либо в домах Клуба сельских хозяек или народных мастеров. Поэтому в Кашубской Википедии мы можем найти научные статьи, а также статьи о промышленности, истории и технологиях. Как признаётся в разговоре с нами Кшиштоф Махоцкий, представитель Викимедиа Польша, роль этого сайта стала очень важной для многих людей.».

## Статистика
По состоянию на 17:53 (UTC) 4 августа 2025 года раздел содержит 5479 статей, занимая по этому параметру 214-е место среди всех языковых разделов.
В разделе зарегистрировано 18 439 участников, трое из них имеют статус администратора; 21 участник совершил какие-либо действия за последние 30 дней; общее число правок за время существования раздела составляет 189 688.
Флаг бюрократа имеет только один участник. Активность раздела достаточно низкая.